# Stéphane Trapier
Pour les articles homonymes, voir Trapier.
Stéphane Trapier est un illustrateur et auteur de bande dessinée français né le 15 juillet 1964.

## Biographie
Son travail d'illustrateur paraît dans la presse, Télérama, Le 1 Hebdo, XXI, Le Monde… Il est également auteur de bande dessinée dans Fluide Glacial, notamment pour la série Giscard et ses amis. 
Depuis 2004, il collabore avec le Théâtre du Rond-Point dont il réalise toutes les affiches. Il participe également à Vents Contraires, la revue en ligne du Théâtre du Rond-Point, une plateforme collaborative et gratuite créée en 2010 par son directeur Jean-Michel Ribes .
Il publie en 2014 « Tarzan contre la vie chère » aux éditions Matière, un album qui trouve un certain écho dans la presse,. En 2016, parait, chez l'éditeur Fluide glacial  le livre Paris trash dont il est l'illustrateur, le texte étant de la journaliste Elsa Barrère,.

### Bande dessinée
- Tarzan contre la vie chère, éditions Matière, 2014
- Mes plus grands succès, Casterman, 2020

### Dessin
- Paris trash - arrondissement par arrondissement, avec Elsa Barrère (scénariste), Editions Fluide Glacial, 2016[8].

### Illustration
- Jean-Michel Ribes, Je n’aime pas la campagne sauf dans le TGV elle va plus vite, éd. Xavier Barral,  2006
- Jean-Michel Ribes, J'ai encore oublié saint Louis !, Actes Sud, 2009
- Couverture du numéro 11 de La Revue dessinée, printemps 2016
- Couverture de Faites la révolution ! - L'Appel du Dalaï-Lama à la jeunesse, essai de 2017 du 14e dalaï-lama et Sofia Stril-Rever publié chez Florent Massot.
- La France qui glande - autopsie d'une passion de Frédéric Chouraki, couverture et illustrations, publié chez  Milan éditions, 2017.